# Biblioteca Nazionale Universitaria di Torino
La Biblioteca Nazionale Universitaria di Torino (anche nota con l'acronimo BNUTO) è una delle più importanti biblioteche pubbliche statali italiane. Fu la prima biblioteca pubblica del Regno d'Italia. Fondata nel 1720, ha sede in piazza Carlo Alberto, di fronte a palazzo Carignano, nelle cui antiche scuderie è stata interamente ricostituita tra il 1958 e il 1972.
La biblioteca appartiene al Ministero della cultura e partecipa al Servizio bibliotecario nazionale (SBN). Inoltre, ai sensi della legge 106/04, è destinataria del deposito legale per la regione Piemonte.
Originariamente formato dal fondo della dinastia Savoia e dalla raccolta libraria dell'Università di Torino, nel corso del tempo il patrimonio della biblioteca è stato accresciuto grazie a numerose acquisizioni e alle donazioni da parte di privati. Le sue collezioni comprendono 1.378.000 volumi a stampa, 2.095 periodici, 4.554 manoscritti, 1.603 incunaboli e 10.063 cinquecentine.

## Storia

### Nascita e prime acquisizioni

Palazzo Del Debito Pubblico, al posto del quale sorse l'attuale Biblioteca Nazionale

Le origini della Biblioteca Nazionale Universitaria di Torino risalgono al 1720, quando il duca Vittorio Amedeo II di Savoia decise di unire i circa 14.000 volumi che formavano il fondo ducale sabaudo (fin lì conservati nella Biblioteca Civica e nella Biblioteca Reale) alla raccolta libraria della Regia Università, la cui nuova sede era stata inaugurata tra il 1713 e il 1715 in via Po.
Con le Costituzioni del 1729 la Regia Biblioteca Universitaria si dotò di un proprio regolamento e fu stabilito l'obbligo in capo a tutti i tipografi del regno di Sardegna di consegnare alla biblioteca una copia di tutto ciò che da essi era stampato, per finalità di conservazione. Un obbligo analogo fu imposto anche ai professori dell'università con riferimento ai loro scritti accademici.
Nel 1745 l'incarico di bibliotecario regio fu affidato a Giuseppe Luca Pasini, che lo mantenne fino alla morte, sopraggiunta nel 1770. Pasini diede molta importanza alla catalogazione del patrimonio della biblioteca, pubblicando il catalogo Codices manuscripti Bibliothecae Regii Taurinensis Athenaei in cui erano elencati tutti i manoscritti posseduti dalla biblioteca, ordinati in base alla lingua. Sotto la sua guida furono inoltre ampliate le raccolte della biblioteca con l'acquisizione dei libri dello storico Pietro Giannone - morto a Torino nel 1748 - e della collezione del castello ducale di Agliè.

### L'ampliamento del patrimonio nel XIX secolo
La biblioteca cambiò denominazione una prima volta nel 1801, all'indomani dell'occupazione francese, venendo ribattezzata Biblioteca Nazionale Universitaria, per poi essere definita Imperiale quando Napoleone acquisì tale titolo. Proprio in virtù delle soppressioni napoleoniche, la biblioteca ricevette in quegli anni altri 30.000 volumi provenienti dagli ordini religiosi aboliti.
Nel XIX secolo, nell'ottica del sostegno all'attività scientifica promossa dai Savoia, alla biblioteca confluirono molti lasciti e acquisizioni che contribuirono ad incrementarne il patrimonio. Tra questi, di enorme importanza e valore culturale fu l'acquisizione nel 1824 della maggior parte dei manoscritti dello Scriptorium di Bobbio (altri codici dello scriptorium sono conservati sempre a Torino alla Biblioteca Reale e all'Archivio di Stato). Artefice di questa acquisizione fu Amedeo Peyron, all'epoca collaboratore della biblioteca. In quegli anni, la biblioteca ricevette molti manoscritti di illustri accademici, quali Prospero Balbo, Giuseppe Vernazza e Carlo Denina. Importanti lasciti furono poi quelli di notabili, come il conte Cesare di Saluzzo, che donò alla biblioteca i suoi scritti di storia, il principe Carlo Emanuele dal Pozzo della Cisterna, che lasciò la sua raccolta contenente molti manoscritti e opere a stampa di pregio, e il marchese Carlo Alfieri di Sostegno, da cui arrivarono un migliaio di edizioni aldine.
Grazie agli innumerevoli lasciti ed acquisizioni, nel 1873 - quando venne dichiarata biblioteca nazionale - la biblioteca arrivò ad accogliere un patrimonio composto da 250.000 volumi, 4.200 manoscritti e 1.000 incunaboli.

### I disastri del XX secolo e la rinascita

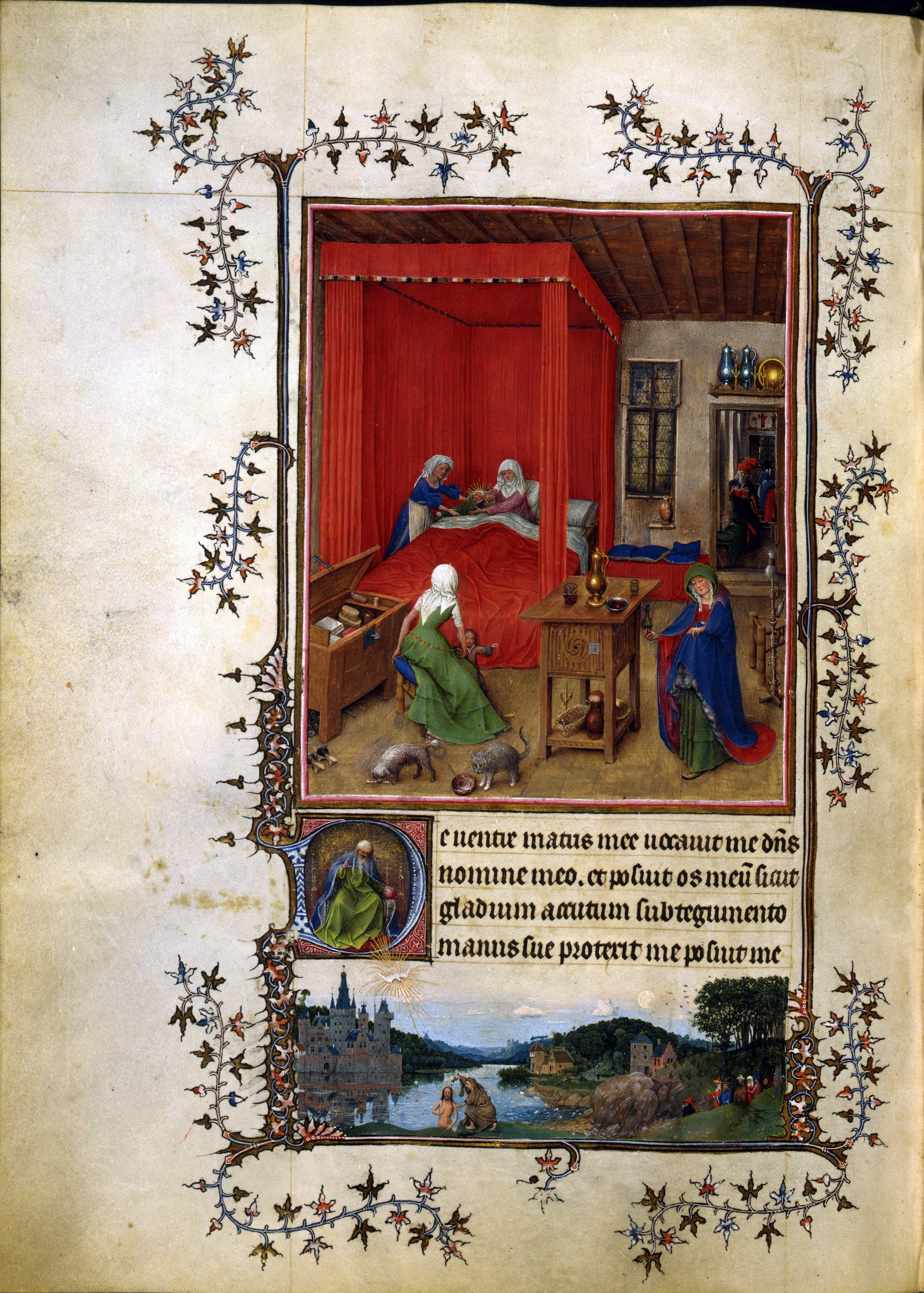
Il folio 93 v. con la Nascita del Battista. Conservato al Museo civico d'arte antica di Torino, apparteneva allo stesso libro d'ore di cui facevano parte molti manoscritti distrutti nell'incendio del 1904

Il XX secolo si aprì con una tragedia per la biblioteca: la notte tra il 25 e il 26 gennaio 1904 un incendio sviluppatosi all'interno dell'edificio colpì 5 delle 38 sale di cui si componeva la biblioteca, distruggendo circa 1500 manoscritti di estrema rarità e valore - che costituivano un terzo della collezione di manoscritti della biblioteca - e 30.000 volumi. Tra i libri, furono danneggiati soprattutto quelli inerenti diritto pubblico, filosofia, filologia, economia e bibliografia, mentre tra i manoscritti furono particolarmente colpiti quelli italiani e quelli francesi, fra i quali spiccava il libro d'ore del duca Jean de Berry miniato dai fratelli Jan e Hubert van Eyck.
Già nei giorni successivi al disastro la biblioteca si adoperò per cercare di mettere al sicuro i manoscritti sopravvissuti, conservando al contempo i resti dei manoscritti danneggiati (dal fuoco o dall'acqua usata per spegnere l'incendio), con la speranza di poterli restaurare. Un gruppo di studiosi fu chiamato ad occuparsi del riconoscimento dei manoscritti: Italo Pizzi si occupò di quelli orientali, Carlo Cipolla e Carlo Frati dei latini, Gaetano De Sanctis dei greci e Rodolfo Renier di quelli italiani e francesi, che erano stati maggiormente compromessi. Per poter eseguire i primi interventi sui manoscritti fu creato il primo laboratorio di restauro del paese, guidato da Carlo Marré, già restauratore presso il laboratorio di restauro della Biblioteca Vaticana. Il laboratorio di Torino fu inaugurato il 5 febbraio 1905 alla presenza della regina Margherita di Savoia.
L'incendio della biblioteca ebbe una vasta eco in tutto il mondo: nei mesi successivi all'incendio, privati, università e biblioteche italiane e straniere fecero donazioni alla biblioteca nazionale di Torino per compensare le sue perdite. Nel giro di pochi anni, grazie alle molte donazioni arrivate e agli acquisti effettuati, il patrimonio della biblioteca raggiunse nuovamente livelli elevati, arrivando a contare nel 1911 all'incirca 400.000 libri e 1.500 manoscritti, a cui aggiungere le opere (librarie o manoscritte) in fase di restauro dopo l'incendio di pochi anni prima. Si pose quindi il problema di trovare una nuova sede per la biblioteca, dal momento che l'edificio attuale non aveva spazi sufficienti per accogliere l'intera raccolta della biblioteca. Già all'indomani dell'incendio, Carlo Frati, all'epoca direttore della biblioteca, aveva posto il problema della nuova sede: quando fu trasferito, nel 1905, anche il suo successore Giuliano Bonazzi rimarcò in una relazione inviata al ministero la necessità di trovare una nuova sede più ampia per la biblioteca, proponendo la costruzione di un edificio ex novo, in grado di soddisfare gli standard di sicurezza richiesti in un ambiente come quello bibliotecario. Contestualmente, lo stesso Bonazzi intraprese immediatamente un'opera di riordinamento e di ricostruzione della biblioteca, riuscendo a riaprire al pubblico i locali dopo meno di un anno, dopo aver provveduto ad una più funzionale sistemazione dei servizi e del materiale librario. Nel 1907 fu stabilito di assegnare alla biblioteca l'area di piazza Carlo Alberto, dove sorgevano le scuderie di palazzo Carignano, ma dopo anni di pianificazioni, a causa dello scoppio della prima guerra mondiale il progetto venne sospeso.

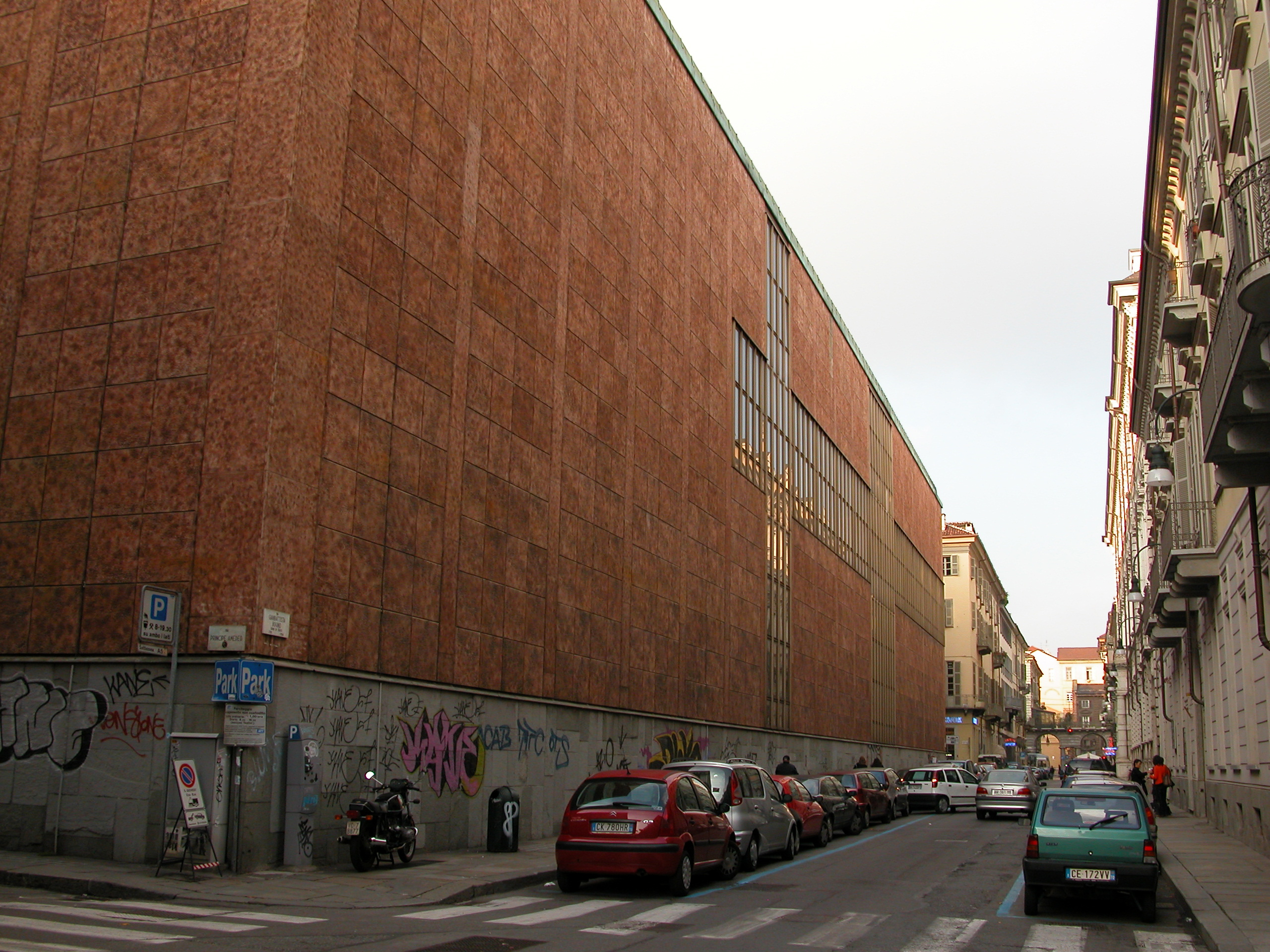
Facciata del magazzino libri della biblioteca su via Bogino

Nel periodo compreso tra le due guerre mondiali, l'attività della biblioteca proseguì, e così le sue acquisizioni: tra il 1927 e il 1930, grazie al lavoro del direttore Luigi Torri e del musicologo Alberto Gentili e al contributo economico dei mecenati Roberto Foà e Filippo Giordano, la Biblioteca Nazionale di Torino entrò in possesso della raccolta quasi completa delle opere del musicista Antonio Vivaldi, formata da 450 partiture autografe.
Il secondo conflitto mondiale ebbe però sulla biblioteca effetti ben più drammatici della Grande Guerra: infatti, a causa dei bombardamenti dell'8 dicembre 1942, l'edificio subì danni notevoli e parte dei volumi a stampa custoditi nella biblioteca furono distrutti.
Fu solo nel secondo dopoguerra che l'annoso problema della nuova sede della biblioteca trovò finalmente una soluzione: nel 1956 il ministero dei lavori pubblici e il ministero dell'istruzione indissero un concorso per la progettazione e direzione dei lavori di costruzione della nuova biblioteca in piazza Carlo Alberto, in luogo delle scuderie di palazzo Carignano, come era stato sancito nel 1907: vincitori furono gli architetti Massimo Amodei, Pasquale Carbonara, Italo Insolera, Aldo Livadiotti e Antonio Quistelli, i quali conservarono su piazza Carlo Alberto la superstite facciata delle scuderie, costruendo invece interamente ex novo il restante fabbricato. I lavori iniziarono nel 1958 e si conclusero nel 1972. Completati gli ultimi interventi e le procedure di trasferimento del patrimonio librario, la biblioteca fu ufficialmente inaugurata il 15 febbraio 1976.

## Patrimonio
Nel 2011 la Biblioteca Nazionale Universitaria di Torino possedeva 1.378.000 volumi a stampa, 2.095 periodici in corso, 4.554 manoscritti, 1.603 incunaboli e 10.063 cinquecentine.
Tra le collezioni della biblioteca, spiccano in particolare le seguenti:
- Raccolta Foà-Giordano: spesso considerate un tutt'uno, si tratta in realtà di due raccolte distinte che insieme racchiudono quasi tutte le partiture autografe del musicista Antonio Vivaldi, oltre che composizioni di altri musicisti, come Alessandro Stradella, Girolamo Frescobaldi e Giovanni Battista Viotti. I documenti entrarono in possesso della Biblioteca Nazionale tra il 1927 e il 1930, in parte acquistandoli dal Collegio Salesiano San Carlo di Borgo San Martino, in parte comprandoli dal marchese Giuseppe Maria Durazzo. Il fondo deve il suo nome a Mauro Foà e Renzo Giordano, morti in giovane età e figli rispettivamente di Roberto Foà e Filippo Giordano, i quali si offrirono di comprare i documenti di Vivaldi al posto della biblioteca (che non disponeva dei fondi necessari), donandoli poi alla biblioteca stessa in ricordo dei loro figli prematuramente scomparsi.[12]
- Corpus Juvarrianum: è così chiamato il fondo che raccoglie oltre mille disegni dell'architetto messinese Filippo Juvarra,[13] lungamente attivo in Piemonte. I disegni della collezione non riguardano soltanto opere architettoniche, ma anche vedute, scenografie da lui realizzate per i teatri e decorazioni di interni.[14]
- Fondo Regina Margherita: formato da più di 13.000 volumi, il fondo comprende l'intera collezione libraria raccolta dalla regina Margherita di Savoia nel corso della sua vita. I libri si caratterizzano per l'eleganza delle loro legature. Gli argomenti spaziano dalla letteratura italiana a quella europea, passando per la poesia, l'arte, la musica e la storia.[15]
- Fondo 1904: con questo nome si fa riferimento all'insieme delle opere che furono inviate alla biblioteca nazionale all'indomani del devastante incendio del 1904 che aveva distrutto una porzione ingente del patrimonio librario e manoscritto della biblioteca. I libri, provenienti sia dall'Italia che dall'estero, non furono però oggetto di alcun tipo di riordino o organizzazione fino al 2020, quando è stato avviato un progetto di catalogazione dell'intera raccolta.[16]

In aggiunta a quelli sopracitati, spicca la raccolta di brani musicali spagnoli detta Canzoniere di Torino. Rilevanti sono anche i manoscritti dello scriptorium di Bobbio, tra i quali spicca una trascrizione del Vangelo di Marco e di quello di Matteo risalente al IV secolo circa e che costituisce il più antico documento in possesso della biblioteca. Tra gli incunaboli sono da citare il Rationale divinorum officiorum di Guglielmo Durante, stampato da Johannes Fust e Peter Schöffer nel 1459 e le opere stampate da Antoine Vérard. Ricca è inoltre la collezione di disegni e incisioni che, oltre alle opere di Juvarra, conta lavori di artisti del calibro di Andrea Mantegna, Albrecht Dürer, Pieter Bruegel il Vecchio, Luigi Vanvitelli e Giovanni Battista Piranesi.

## Laboratorio di restauro
Presso la Biblioteca Nazionale Universitaria di Torino è attivo il più antico laboratorio di restauro d'Italia, inaugurato nel febbraio 1905 alla presenza di Margherita di Savoia. Infatti, all'indomani del terribile incendio del 1904 che aveva distrutto una parte ingente del patrimonio della biblioteca (si stima che circa un terzo del patrimonio manoscritto andò bruciato, oltre a decine di migliaia di libri), la Biblioteca si dotò di un laboratorio di restauro per occuparsi del recupero dei manoscritti e dei volumi danneggiati. A causa dell'inservibilità dell'edificio di via Po', fu disposto che il laboratorio avrebbe avuto la sua sede operativa presso l’Istituto di materia medica, nel Castello del Valentino. La scelta non fu casuale, in quanto all'epoca il direttore dell'Istituto era Piero Giacosa, il quale nei giorni successivi all'incendio si era occupato dei primi interventi sui manoscritti insieme al collega Icilio Guareschi. Un impulso decisivo alla creazione del laboratorio venne anche da padre Franz Ehrle, direttore della Biblioteca Vaticana. A capo del laboratorio fu posto Carlo Marrè, che proprio presso la Biblioteca Vaticana vantava una lunga esperienza come restauratore. A Torino Marrè poté ben presto avvalersi della collaborazione della giovane Erminia Caudana, destinata a diventare una delle più importanti restauratrici di pergamene e codici del suo tempo.
Quando Marré morì, nel 1918, Erminia Caudana prese il suo posto come responsabile del laboratorio di restauro, che per l'occasione venne trasferito presso le ex scuderie di Palazzo Carignano, che negli anni avevano più volte cambiato destinazione d'uso e che nel 1907 erano state destinate a diventare la nuova sede della biblioteca. Caudana introdusse nel corso degli anni varie tecniche innovative che le permisero di salvare numerosi manoscritti dalla distruzione. Fino alla morte, avvenuta nel 1974, Caudana diresse il laboratorio di restauro avendo solo due collaboratori: Editta Bonora-Torri, che l'affiancò dal 1927 fino alla prematura morte nel 1934, e Amerigo Bruna, nipote della stessa Caudana, che lavorò con lei dal 1951 e che le successe come direttore del laboratorio nel 1974, guidandolo fino al 1994.
Nel corso del tempo il laboratorio di restauro della biblioteca cambiò sede altre due volte: nel 1935, in previsione dell'inizio dei lavori di costruzione della nuova sede della biblioteca, il laboratorio si spostò presso il museo Egizio, mentre nel 1977, con l'apertura della nuova sede, si stabilì definitivamente all'interno della biblioteca, in piazza Carlo Alberto, dove è ancora oggi attivo.
La Biblioteca Nazionale ospita inoltre presso la propria Sala Storica una ricostruzione del primo laboratorio di restauro, ricreata con l'uso di foto d'epoca e con il mobilio e gli attrezzi originali del 1904.

## Sale mostre e Auditorium
La Biblioteca Nazionale di Torino presenta due sale mostre: la Sala Regina Margherita e la Sala Juvarra. La prima deve la sua denominazione al fatto di ospitare dal 2022 una mostra permanente della collezione libraria della regina Margherita di Savoia, mentre la sala mostre Juvarra è utilizzata periodicamente per l'allestimento di mostre temporanee di varia natura.
La biblioteca è inoltre dotata di un auditorium, l'Auditorium Vivaldi, in grado di ospitare circa 200 persone. Lo spazio è destinato a convegni ed altre attività culturali non necessariamente legate a quelle della biblioteca. Restaurato nel 2015, all'Auditorium è stata aggiunta la "Vivaldi house", una teca climatizzata in cui sono esposte le partiture del musicista, visionabili anche attraverso un supporto multimediale.

## Cronotassi dei direttori
Di seguito l'elenco dei direttori della Biblioteca sin dalla sua creazione:
- Francesco Picono (1720-1728);
- Francesco Domenico Bencini (1729-1732);
- Giuseppe Roma (1732-1736);
- Giovanni Antonio Palazzi (1736-1745);
- Giuseppe Luca Pasini (1745-1770);
- Francesco Berta (1770-1792);
- Maurizio Roffredi (1792-??);
- August Hus (??-1801);
- Giuseppe Actis (1801-1808);
- Giuseppe Vernazza (1808-1814);
- Giuseppe Michele Bessone (1814-1833);
- Vacante (1833-1844);
- Costanzo Gazzera (1844-1859);
- Gaspare Gorresio (1859-1891);
- Giuseppe Ottimo (1891-1892);
- Francesco Carta (1892-1904);
- Carlo Frati (1904-1905);
- Giuliano Bonazzi (1905-1909);
- Adolfo Avetta (1909-1912);
- Angiolo Pesenti (1912-1918);
- Luigi Torri (1918-1932);
- Faustino Curlo (1932);
- Gino Tamburini (1932-1937);
- Ester Pastorello (1937-1947);
- Luisa Nofri (1947-1954);
- Anna Tamagnone (1954-1957);
- Stelio Bassi (1957-1977);
- Giuseppe Dondi (1977-1982);
- Leonardo Selvaggi (1982-1997);
- Aurelio Aghemo (1997-2008);
- Roberto Di Carlo (2008-2012);
- Andrea De Pasquale (2012-2015);
- Guglielmo Bartoletti (2015-2024);
- Marzia Pontone (2025-)